# CG-1.5
El Corredor Brión-Noya o CG-1.5 es una vía para automóviles de la Junta de Galicia que transcurre entre Brión y Noya, en la provincia de La Coruña, diseñada como una carretera limitada a 90 km/h para ser un corredor de larga distancia y de alta Intensidad media diaria (IMD). La longitud de este tramo es de 16,85 kilómetros y cumplen los estándares para el desdoblamiento del corredor.

## Historia del corredor
La obra se inició en 2003 cómo parte del Plan Galicia, para dar una alternativa a la carretera AC-543 y unir Santiago de Compostela con la Ría de Muros y Noya. En primer lugar se construyó la autovía AG-56, que une la zona del Rial (Conjo) enlazando con la autopista AP-9 en el km 75 con Gontade, después de 12 kilómetros del recorrido.
En junio de 2009, se retomó el proyecto del corredor con un nuevo trazado, estimando que estaría terminado a finales de 2011. Esta vía y, un nuevo puente sobre la ría, que había sido promesa electoral durante la campaña, que ya se había prometido en los últimos tiempos de gobierno de Manuel Fraga.
Los dos tramos, el primer tramo, fue inaugurado el 5 de octubre de 2010 que une las localidades de Brión y Martelo, siendo inaugurado por el presidente de la Junta de Galicia, Alberto Núñez Feijóo, que auguraba que cuándo rematara la obra, se desdoblaría en autovía. El segundo tramo fue inaugurado el 16 de febrero de 2011 que une las localidades Martelo y Orro y en este tiempo, se auguró el desdoblamiento en autovía para 2015. La conexión con el nuevo puente sobre la Ría de Muros y Noya (carretera AC-549) fue inaugurado el 4 de julio de 2014, esta dicha conexión es la final del corredor que le rodea por el norte de Noya.

## Accidentes
En diciembre de 2012 chocaron frontolateralmente dos vehículos a la altura de la parroquia de Urdilde (Rois), teniendo que ser rescatadas tres personas. No hubo víctimas mortales.
En noviembre de 2014 se produjo un aparatoso accidente con 4 víctimas mortales, después de que dos vehículos colisionaran frontalmente en una jornada de lluvia intensa. A raíz de este accidente, la Junta de Galicia incrementó las medidas de seguridad con la instalación de balizas y paneles informativos.

## Desdoblamiento en autovía
Tras el accidente de 2014 se abrió el debate entre asociaciones de empresarios para agilizar el desdoblamiento del viario en autovía. Sin embargo, la Junta de Galicia alegaba, mediante declaraciones del vicepresidente Alfonso Rueda, que esto se haría "siempre y cuando se den unas condiciones objetivas de falta de seguridad o si el volumen de tráfico se incrementa hasta los diez mil vehículos diarios", cosa que no se producía. Con todo, datos oficiales de la Consellería señalan que los 10.000 vehículos diarios se superan en las fechas estivales, y algunas autovías ni siquiera los alcanzan.
En abril de 2015 se dio a conocer el Plan de Promedios de Circulación del año 2014 (un documento de la Administración autonómica que da a conocer el tráfico en sus viarios), en el que señalan una circulación media diaria de 9.017 vehículos por el corredor, lo que supone medio millar más que el año anterior. Señala, igualmente, que en verano las cifras pueden alcanzar los 13.000 vehículos al día, con picos de hasta 19.000 algún fin de semana.
En octubre de 2015, con motivo de la publicación del listado de vías peligrosas por la Dirección General de Tráfico (en la que se incluye el corredor), se reavivó la vieja demanda, esta vez por el ayuntamiento noiés, de que se haga el desdoblamiento en autovía.
En octubre de 2017 en los Presupuestos de la comunidad autónoma se incluye una partida de 250.000 euros para la redacción del proyecto de desdoblamiento del corredor en autovía, lo que permitiría iniciar las obras en 2019. En octubre de 2021 se invertirán 4 millones de euros en esta vía, lo que permitiría comenzar el desdoblamiento del primer tramo de la autovía entre Gontade y Sedofeito. En la actualidad, sigue pendiente del presupuesto para el desdoblamiento.

## Tramos
| Denominación | Tramo                               | Kilómetros | Año servicio |
| ------------ | ----------------------------------- | ---------- | ------------ |
| CG-1.5       | AG-56 Brión - AC-543 Martelo        | 9,3        | 2010         |
| CG-1.5       | AC-543 Martelo - AC-549 AC-550 Orro | 7,6        | 2011         |

## Salidas
| Velocidad | Esquema | Salida | Sentido Orro (AC-550 y AC-549)                                                                 | Carriles                                                     | Sentido Brión (AG-56)                                                                                            | Carretera | Notas |
| --------- | ------- | ------ | ---------------------------------------------------------------------------------------------- | ------------------------------------------------------------ | --- | --------- | ----- |
|           |         |        | Comienzo de Corredor Brión-Noya CG-1.5 Procede de: AG-56 Noya                                  |                                                              | Fin de Corredor Brión-Noya CG-1.5 Incorporación final: AG-56 Dirección final: AG-56 Brión Santiago de Compostela | AG-56     |       |
|           |         |        |                                                                                                |                                                              | | AC-543    |       |
|           |         | 15     | AC-543 Urdilde DP-1302 Negreira                                                                |                                                              | AC-543 Urdilde DP-1302 Negreira                                                                                  | AC-543    |       |
|           |         |        | viaducto de Naveira 280 m                                                                      |                                                              | viaducto de Naveira 280 m                                                                                        |           |       |
|           |         | 19     | DP-7402 AC-301 Rois N-550 Padrón                                                               |                                                              | DP-7402 AC-301 Rois N-550 Padrón                                                                                 | DP-7402   |       |
|           |         |        | viaducto de Pasares 475 m                                                                      |                                                              | viaducto de Pasares 475 m                                                                                        |           |       |
|           |         | 27     | Lousame Noya (este) AUGALEVADA AC-543                                                          |                                                              | Lousame Noya (este) AUGALEVADA AC-543                                                                            | AC-543    |       |
|           |         | 29     | AC-550 Outes Muros Noya (norte)                                                                |                                                              | | AC-550    |       |
|           |         |        | Fin de Corredor Brión-Noya CG-1.5 Dirección final: AC-549 Testal AC-550 Puerto del Son Ribeira | Inicio de Corredor Brión-Noya CG-1.5 Procede de: AC-549 Orro | AC-549 |           |       |